# Eau Rouge (Fluss)
Die Eau Rouge (französisch für „rotes Wasser“) ist ein kleiner Fluss in Belgien, der in die Amel (frz. Amblève) fließt. Das Gewässer ist nach dem eisenhaltigen, rötlichen Wasser im Oberlauf benannt.
Der Fluss spielte in der Vergangenheit auch eine Rolle als Grenze. Zur Zeit der Römer war die Eau Rouge die Grenze der Verwaltungseinheiten von Tongern (Civitas Tungrorum) und Köln (Civitas Agrippinensium). Zwischen 1815 und 1920 markierte der Bach die Grenze von Belgien zu Preußen.
Die Kurve Eau Rouge der Motorsport-Rennstrecke von Spa-Francorchamps ist nach dem Bach benannt.

## Eau Rouge-Talbrücke

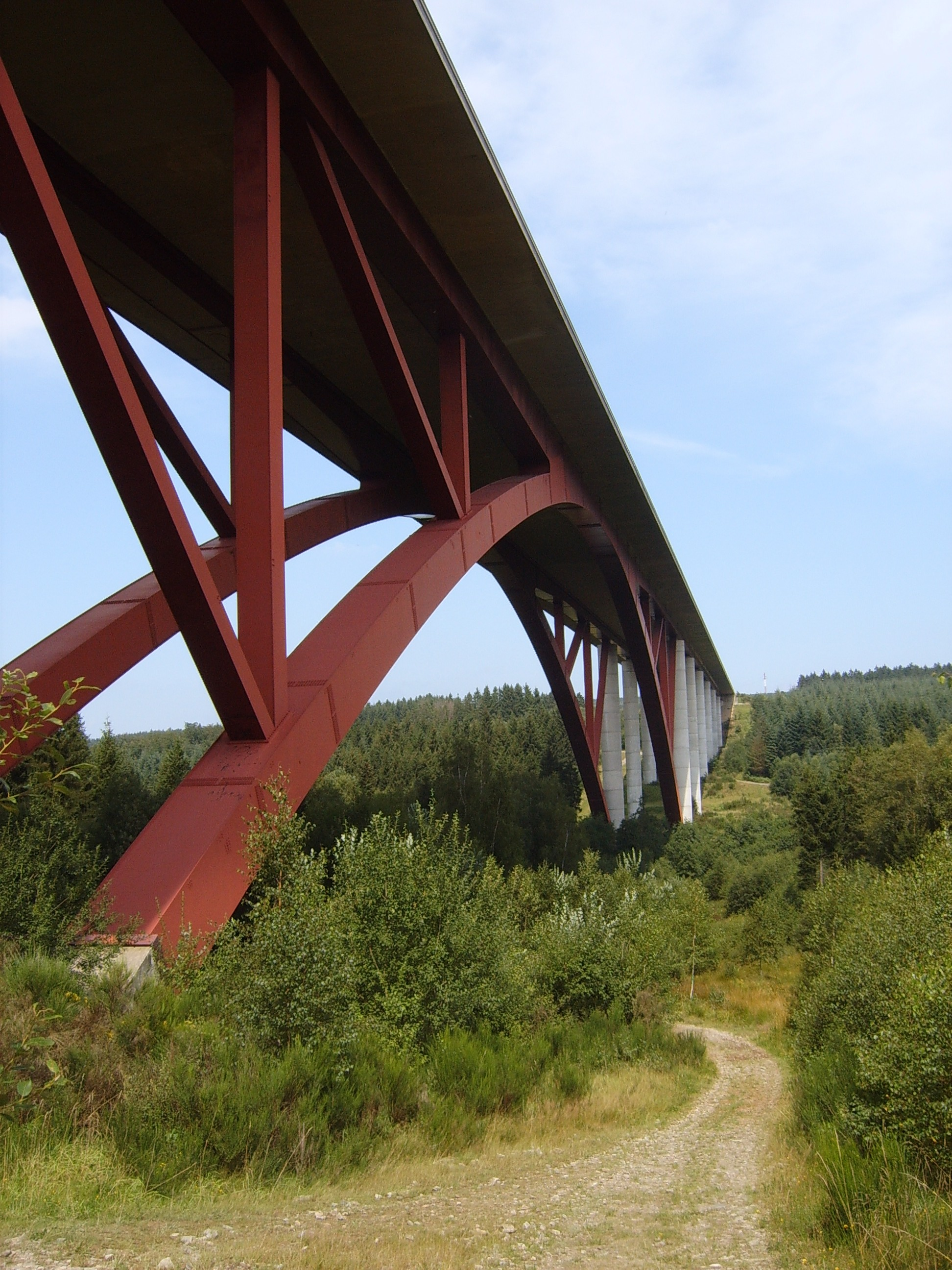
Die Brücke über die Eau Rouge

Die Eau-Rouge-Talbrücke (Viaduc de l'Eau Rouge) führt die Autobahn A27 (E42), die von Battice bis zur deutschen Grenze bei Steinebrück führt, in weitem Bogen über das Tal der Eau Rouge. Sowohl die Breite des Tals wie die extreme Säure des Bodens nahe dem Bach sind die Gründe für die Größe der Brücke. Sie hat eine Länge von 652 Metern, wobei der Abstand zwischen den beiden zentralen Pfeilern 270 Meter beträgt. Die Scheitelhöhe der Brücke beträgt 45 Meter.